# Grote tepelhoren
De grote tepelhoren (Euspira catena) is een slakkensoort uit de familie van de tepelhorens (Naticidae). De wetenschappelijke naam van de soort werd in 1778 voor het eerst geldig gepubliceerd door Emanuel Mendez da Costa.

## Beschrijving
De grote tepelhoren is een huisjesslak van circa 30 tot 40 mm hoog. De spiraalvormige schelp heeft 6 à 7 opgeblazen windingen die snel in grootte toenemen. De laatste winding, die ongeveer 90% van de schelp beslaat, is duidelijk bolvormig van vorm, waarbij de mondrand een duidelijke hoek maakt met de vorige winding. De navel is open en vrij diep. De kleur van het dier is mat glanzend geelgrijs met op de bovenkant roodbruine vlekken. De kop van slak heeft een korte snuit en twee afgeplatte tentakels. De voet fungeert als ploegschaar terwijl het dier zich door de zachte, zandige ondergrond beweegt waarop het leeft.

## Verspreiding en leefgebied
Het verspreidingsgebied loopt langs de westelijk Atlantische Oceaan van Midden-Noorwegen tot in de Middellandse Zee. De grote tepelhoren komt voor op zandige, beschutte en matige open kusten, vanaf springtij bij laag water tot een diepte van 125 meter. Hun voedsel zijn tweekleppige schelpdieren, vooral platschelpen, nonnetjes, zaagjes en strandschelpen, waar ze met hun rasptong (radula) een gaatje in boren om bij het vlees te komen. Lege horens spoelen regelmatig aan langs de hele zuidoostelijke Noordzeekust. Ook heremietkreeften maken vaak gebruik van lege schelpen van de grote tepelhoren ter bescherming van hun weke delen.